# Марк Анний Геренний Поллион
Марк Анний Геренний Поллион (лат. Marcus Annius Herennius Pollio) — римский политический деятель второй половины I века.
Его отцом был консул-суффект Публий Геренний Поллион. Вместе с ним Марк с июля по август 85 года занимал должность консула-суффекта.
Супругой Поллиона была Гельвидия, дочь философа Гая Гельвидия Приска.